# Amatonormatividade
Amatonormatividade ou amato-normatividade é um termo cunhado pela professora de filosofia Elizabeth Brake, da Universidade do Estado do Arizona, para capturar suposições sociais e normalizações sobre o romance e a romanticidade. Brake queria uma palavra para descrever a pressão que ela recebeu por muitos para priorizar o casamento, sendo que ela não queria. O termo não envolve necessariamente apenas pressões sociais para o casamento, mas pressões gerais que envolvam relações românticas.
Elizabeth Brake descreve no próprio termo que é uma pressão para desejar a monogamia, o romance e/ou o casamento, comparável ao monogamismo. A amatonormatividade também pode ser interpretada como uma forma de alonormatividade, assim como a sexo-normatividade. 
A crença de que o casamento e o amor romântico companheiro têm um valor especial levam a negligenciar o valor de outros relacionamentos de carinho. Chamo esse foco desproporcional dos relacionamentos conjugais e amorosos como locais especiais de valor e a suposição de que o amor romântico é uma meta universal, de 'amatonormatividade': consiste nas suposições de que um relacionamento amoroso central, e exclusivo é normal para os seres humanos, na medida em que é um objetivo universalmente compartilhado e que esse relacionamento é normativo, na medida em que deve ser direcionado preferencialmente a outros tipos de relacionamento.— Elizabeth Brake, ASU, Minimizando o Casamento
 A normalização amatonormativa e a pressão do desejo de encontrar relacionamentos românticos, sexuais, monogâmicos/monógamos e ao longo da vida têm muitas consequências sociais. Pessoas assexuais, arromânticas e/ou não-monógamas (ou não-monogâmicas), como ágamas/agâmicas, tornam-se esquisitices sociais. Segundo a pesquisadora Bella DePaulo, isso coloca um estigma nas pessoas solteiras como incompletas e reforça os parceiros românticos para permanecer em relacionamentos prejudiciais por causa do medo que os parceiros possam ter de serem solteiros.
Segundo Elizabeth Brake, uma maneira pela qual esse estigma é aplicado institucionalmente é a lei e a moralidade que cercam o casamento amatonormativo. Amizades amorosas, relações interpessoais e outros relacionamentos não recebem as mesmas proteções legais que os parceiros românticos recebem por meio do casamento. Essa legalidade também legitima o amor e o cuidado encontrados em outros relacionamentos não conjugais.